# Paraptilotus tricolor
Paraptilotus tricolor är en tvåvingeart som beskrevs av Richards 1965. Paraptilotus tricolor ingår i släktet Paraptilotus och familjen hoppflugor.
Artens utbredningsområde är Kenya. Inga underarter finns listade i Catalogue of Life.